# Julio Mugarra
Julio Mugarra Olano (Guecho, Vizcaya, 14 de julio de 1920- Algorta, Vizcaya, 20 de marzo de 2005) fue un futbolista español que jugaba como defensa.

## Trayectoria
En 1942 debutó con Arenas Club, con el que debutó en Segunda División. En 1944 se incorporó al Athletic Club, en el que permaneció hasta 1951, exceptuando la temporada 1946-47 en la que jugó como cedido en el Barakaldo CF. A lo largo de su etapa como jugador rojiblanco disputó 50 partidos y anotó un único tanto. Se retiró en las filas del Real Jaén en la campaña 1952-53, en la que logró el ascenso a Primera División.
Falleció en Algorta a los 84 años de edad.

## Clubes
| Club                     | País   | Año       |
| ------------------------ | ------ | --------- |
| Arenas Club              | España | 1942-1944 |
| Athletic Club            | España | 1944-1946 |
| Barakaldo Club de Fútbol | España | 1946-1947 |
| Athletic Club            | España | 1947-1951 |
| Real Jaén                | España | 1952-1953 |

## Palmarés
| Título                | Club          | País   | Año  |
| --------------------- | ------------- | ------ | ---- |
| Copa del Generalísimo | Athletic Club | España | 1945 |
| Copa del Generalísimo | Athletic Club | España | 1950 |